# サンタデール
サンタデール（仏：Sainte-Adèle）は、ケベック州・ペデノー地区（Les Pays-d'en-Haut Regional County Municipality）にある小さな町。サンタガット・デ・モンとサンソヴェールの間にあり、モントリオールより70kmほど北西に行った場所にある。町はスキーやホテルなどの観光産業によって成り立っていて、人口14,010人（2021年統計）。

## 歴史
1855年、町の行政がスタートする。1891年には鉄道が敷かれ、カナダ太平洋鉄道（CPR）が開通する。鉄道は主に木材や牛、生活必需品、手紙などの運搬に使われていた。
1914年、最初のスキーリゾート・ホテルが建てられて以降、それに続くようにホテルが建てられ、リゾートエリアは拡張されていくことになる。1983年にはホテル学を学ぶローレンシャン・ホテル学校（École Hôtelières des Laurentides）が開校し、周辺のホテルやリゾートビジネスを支える存在となる。1991年に鉄道が閉鎖され、線路の跡地はサイクリングやスキヤーのための公園に作り直された。